# Cátia Azevedo
Cátia Isabel da Silva Azevedo (* 9. März 1994 in Oliveira de Azeméis) ist eine portugiesische Leichtathletin, die sich auf den 400-Meter-Lauf spezialisiert hat und aktuell Inhaberin des Landesrekordes ist.

## Sportliche Laufbahn
Erstmals bei einer internationalen Meisterschaft, trat Cátia Azevedo bei den Junioreneuropameisterschaften 2013 in Rieti an und erreichte dort den fünften Platz. 2014 qualifizierte sie sich für die Europameisterschaften in Zürich, bei denen sie im Einzelbewerb und mit der portugiesischen 4-mal-400-Meter-Staffel in der Vorrunde ausschied. 2015 nahm sie an den U23-Europameisterschaften in Tallinn teil und schied dort ebenfalls im Vorlauf aus. 2016 erreichte sie über 400 Meter das Halbfinale der Europameisterschaften in Amsterdam und schied mt der Staffel in der Vorrunde aus. Zudem nahm sie an den Olympischen Spielen in Rio de Janeiro teil, bei denen sie bereits in der Vorrunde ausschied. 2017 qualifizierte sie sich für die Weltmeisterschaften in London, schied dort aber ebenfalls im Vorlauf aus. Wenige Wochen später erfolgte die Teilnahme an den Weltstudentenspielen in Taipeh, bei denen sie den fünften Platz belegte.
2018 qualifizierte sie sich für die Hallenweltmeisterschaften in Birmingham, bei denen sie im Einzelbewerb mit 54,17 s und mit der Staffel mit 3:35,43 min jeweils in der ersten Runde ausschied. Bei den Mittelmeerspielen in Tarragona belegte sie in 52,63 s Rang fünf über 400 Meter und in 3:34,21 min auch mit der portugiesischen Stafette. Im August gelangte sie bei den Europameisterschaften in Berlin, bis in das Halbfinale, in dem sie mit 52,23 s ausschied. Auch mit der Staffel konnte sie sich in 3:33,35 min nicht für das Finale qualifizieren. Anschließend siegte sie bei den Ibero-Amerikanischen Meisterschaften in Trujillo in 52,26 s im Einzelbewerb sowie in 3:36,49 min auch mit der Staffel. Bei den Halleneuropameisterschaften 2019 in Glasgow folgte das Aus im Vorlauf in 53,43 s. Bei den Europaspielen in Minsk belegte sie mit der gemischten Staffel in 3:19,63 min den vierten Platz und bei der Sommer-Universiade in Neapel wurde sie in 52,07 s Fünfte. Zuvor verbesserte sie im Halbfinale ihren eigenen Landesrekord um eine Hundertstelsekunde auf 51,62 s und qualifizierte sich damit für die Weltmeisterschaften in Doha, bei denen sie mit 52,79 s im Vorlauf ausschied. 2021 scheiterte sie bei den Halleneuropameisterschaften in Toruń mit 53,28 s in der Vorrunde. Anfang Mai verpasste sie dann bei den World Athletics Relays im polnischen Chorzów mit 3:21,51 min den Finaleinzug in der Mixed-Staffel. Anfang Juni steigerte sie in Huelva ihren eigenen Landesrekord über 400 m auf 50,59 s und qualifizierte sich damit für die Olympischen Spiele in Tokio, bei denen sie mit 51,32 s im Halbfinale ausschied. 
2022 startete sie bei den Hallenweltmeisterschaften in Belgrad und kam dort mit 53,01 s nicht über die erste Runde hinaus. Im Mai belegte sie bei den Ibero-Amerikanischen Meisterschaften in La Nucia in 51,58 s den fünften Platz und siegte dann im Juni in 51,84 s beim Sollentuna GP und anschließend in 51,24 s auch bei den Mittelmeerspielen in Oran. Daraufhin erreichte sie bei den Weltmeisterschaften in Eugene das Halbfinale und schied dort mit 51,79 s aus. Im August schied sie auch bei den Europameisterschaften in München mit 51,42 s im Semifinale aus. Im Jahr darauf wurde sie bei der 1. Liga der Team-Europameisterschaft im Zuge der Europaspiele in Chorzów in 51,93 s Siebte über 400 Meter und gelangte mit der Mixed-Staffel mit 3:14,06 min auf den fünften Platz. Im August verpasste sie bei den Weltmeisterschaften in Budapest mit 3:15,75 min den Finaleinzug in der Mixed-Staffel und schied auch über 400 Meter mit 51,93 s in der Vorrunde aus. 2024 kam sie bei den Hallenweltmeisterschaften in Glasgow mit 52,92 s nicht über den Vorlauf hinaus und verpasste mit der Staffel mit 3:31,93 min den Finaleinzug. Im Mai wurde sie bei den World Athletics Relays auf den Bahamas in 3:17,03 min Fünfte im C-Lauf in der 2. Qualifikationsrunde für die Olympischen Spiele in Paris und verpasste somit eine Direktqualifikation. Anschließend schied sie bei den Europameisterschaften in Rom mit 52,53 s im Vorlauf über 400 Meter aus und verpasste mit der Frauenstaffel mit 3:29,50 min den Finaleinzug. Im August schied sie bei den Olympischen Sommerspielen in Paris mit 52,04 s in der Hoffnungsrunde über 400 Meter aus.
In den Jahren von 2016 bis 2024 wurde Azevedo portugiesische Meisterin im 400-Meter-Lauf im Freien sowie 2015 und 2017 sowie 2021 und 2022 auch in der Halle. Zudem sicherte sie sich in der Halle 2015 auch den Titel über 200 Meter sowie 2018 und 2019 auch im 800-Meter-Lauf.

## Persönliche Bestzeiten
- 200 Meter: 23,84 s (0,0 m/s), 13. Juli 2014 in Braga
  - 200 Meter (Halle): 24,44 s, 22. Februar 2015 in Pombal
- 400 Meter: 50,59 s, 3. Juni 2021 in Huelva (portugiesischer Rekord)
  - 400 Meter (Halle): 52,43 s, 23. Februar 2024 in Madrid (portugiesischer Rekord)
- 800 Meter: 2:06,11 min, 13. Mai 2017 in Faro
  - 800 Meter (Halle): 2:05,96 min, 10. Februar 2019 in Pombal